# Saint-Pierre (Alpes-de-Haute-Provence)
Saint-Pierre ist eine französische Gemeinde mit 97 Einwohnern (Stand 1. Januar 2022) im Département Alpes-de-Haute-Provence in der Region Provence-Alpes-Côte d’Azur. Sie gehört zum Kanton Castellane im Arrondissement Castellane.

## Geografie
383 Hektar der Gemeindegemarkung sind bewaldet. Der Dorfkern liegt auf 760 m. 
Saint-Pierre grenzt im Norden und Osten an La Penne, im Südosten an Cuébris, im Süden an Sallagriffon und im Westen an La Rochette.

## Bevölkerungsentwicklung
| Jahr      | 1962 | 1968 | 1975 | 1982 | 1990 | 1999 | 2008 | 2012 |
| --------- | ---- | ---- | ---- | ---- | ---- | ---- | ---- | ---- |
| Einwohner | 53   | 51   | 37   | 50   | 71   | 73   | 111  | 102  |

## Sehenswürdigkeiten
- Kirche Saint-Pierre
- Kapelle Saint-Pierre